# Senterada
Senterada község Spanyolországban, Lleida tartományban. Senterada Baix Pallars, El Pont de Suert, Sarroca de Bellera, La Torre de Cabdella, La Pobla de Segur és Conca de Dalt községekkel határos. Lakosainak száma 158 fő (2024).

## Népesség
A település népessége az utóbbi években az alábbiak szerint változott:
| Lakosok száma | 334  | 711  | 510  | 359  | 126  | 93   | 145  | 131  | 137  | 158  |
|               | 1717 | 1887 | 1936 | 1960 | 1986 | 2004 | 2009 | 2014 | 2019 | 2024 |